# Rubidiumpermanganat
Rubidiumpermanganat ist das Rubidiumsalz der im freien Zustand unbekannten Permangansäure, HMnO4. Das Mangan liegt darin in seiner höchsten Oxidationsstufe +VII vor.

## Herstellung
Rubidiumpermanganat kann aus Kaliumpermanganat und Rubidiumchlorid hergestellt werden.
{\displaystyle {\ce {RbCl + KMnO4 -> KCl + RbMnO4 v}}}

## Eigenschaften

### Physikalische Eigenschaften
Rubidiumpermanganat ist wenig wasserlöslich, die Löslichkeit nimmt mit steigender Temperatur zu. Bei 7 °C enthält 1 Liter der gesättigten Lösung 6,03 g, bei 19 °C 10,6 g und bei 60 °C 46,8 g. Es kristallisiert im orthorhombischen Kristallsystem in der Raumgruppe Pnma (Raumgruppen-Nr. 62) mit den Gitterparametern a = 954,1 pm, b = 573,9 pm und c = 763,6 pm. In der Elementarzelle befinden sich vier Formeleinheiten. Die Kristalle sind isomorph zu Caesiumpermanganat, Ammoniumpermanganat und Kaliumpermanganat.

### Chemische Eigenschaften
Rubidiumpermanganat zersetzt sich analog zum Kaliumpermanganat in zwei Stufen, wobei intermediär Rubidiummanganat(VI) entsteht. Als weitere Zersetzungsprodukte entstehen Mangan(IV)-oxid, Rubidiumoxid und elementarer Sauerstoff. Die Zersetzung findet zwischen 200 und 300 °C statt. Der Massenverlust durch die Sauerstoffentwicklung beträgt 8,0 %.
{\displaystyle {\ce {10RbMnO4 -> 3Rb2MnO4 + 7MnO2 + 2Rb2O + 6O2 ^}}}
{\displaystyle {\ce {2Rb2MnO4 -> 2MnO2 + 2Rb2O + O2}}}

## Verwendung
In der qualitativen Analyse findet Rubidiumpermanganat als Reagens zum Nachweis von Perchlorat-Ionen Verwendung. Es wird intermediär aus Rubidiumnitrat und Kaliumpermanganat hergestellt und fällt mit vorhandenen Perchlorat-Ionen als RbClO4·RbMnO4 - Mischkristall aus.